# Baden-Sausenberg
Baden-Sausenberg fou un marcgraviat del Sacre Imperi Romanogermànic.

## Història
Va sorgir per primer cop el 1290 per partició de la línia de Baden-Hochberg a la mort d'Enric II. Sausenberg va correspondre al segon fill Rodolf I. La línia va subsistir fins al 1503 quan es va extingir amb Felip quan va passar a la línia de Baden-Bade que llavors va reunir tots els dominis de la família.
Va sorgir una segona vegada el 1577 per divisió de la línia de Baden-Durlach a la mort de Carles II. Sausenberg va correspondre al tercer fill Jordi Frederic. El 1604 a la mort del seu germà Ernest Frederic de la branca sènior de Baden-Durlach, Jordi Frederic va heretar els dominis d'aquesta branca, i en endavant va adoptar aquest nom, abandonant el de Baden-Sausenberg.

## Marcgravis

### Primer marcgraviat
- Rodolf I 1290-1313
- Enric 1313-1318
- Rodolf II 1313-1352
- Otó 1313-1384
- Rodolf III 1352-1428
- Guillem 1428-1441 (+1473)
- Hug 1441-1444
- Rodolf IV 1441-1487
- Felip 1487-1503

### Segon marcgraviat
- Jordi Frederic 1577-1604 (+1638)
- Vegeu Baden-Durlach